# Софронов, Иван Денисович
Софронов Иван Денисович (1 сентября 1929, село Нижнее-Николаево, Благовещенский район, Башкирская АССР — 25 апреля 2008, Саров) — советский и российский учёный в области прикладной математики.

## Биография
Родился в крестьянской семье в селе Нижнее-Николаево (ныне Благовещенского района республики Башкортостан). Имел старшую и младшую сестёр. В раннем детстве был увезён родителями в Уфу. Отец работал заведующим мотобазой «Башлес», мать — швеёй на фабрике.
Среднюю школу окончил с золотой медалью. В 1952 году окончил механико-математический факультет МГУ. 
Ученик М. А. Лаврентьева. В 1955 году, после окончания аспирантуры того же факультета и защиты кандидатской диссертации, был направлен на работу во ВНИИЭФ, ныне город Саров Нижегородской области. В 1966 году возглавил математическое отделение РФЯЦ-ВНИИЭФ. Впоследствии заместитель научного руководителя по математическим исследованиям, главный научный сотрудник. Доктор наук (диссертация по специальной тематике, защищена в 1970 году).
Центральное место в научной работе И. Д. Софронова занимали вопросы разработки численных методов решения многомерных нестационарных задач газовой динамики и теплопереноса в связи с решением проблем атомной отрасли. Занимался также математическим моделированием в других областях
В конце 1980-х гг. под его руководством и при его непосредственном участии на базе 9 ЭВМ БЭСМ-6, 14 ЭВМ "Эльбрус", 5 ЭВМ "Эльбрус-1А" был создан первый в СССР гетерогенный комплекс ЭВМ, включающий в себя более тысячи терминалов, связанных с центральным ядром: так была создана вычислительная сеть коллективного пользования (ВСКП). Эта работа была отмечена Государственной премией СССР (1979).

### Участие в подготовке научных кадров
Профессор Саровского физико-технического института, создатель (1991) и руководитель кафедры прикладной математики СарФТИ.
Более 25 лет он являлся главным редактором журналов «Методики и программы решения задач математической физики» и «Математическое моделирование физических процессов», выходящих как серии издания «Вопросы атомной науки и техники». Член редколлегии журнала "Моделирование в механике".
В математическом отделении РФЯЦ-ВНИИЭФ, руководимым И. Д. Софроновым, было выполнено более 100 кандидатских и 16 докторских диссертаций.

## Высказывания
Главная наша гордость — то, что всё ядерное оружие, которое стоит на боевом дежурстве, было рассчитано нашими математиками, по нашим методикам, по нашим программам с использованием только отечественной вычислительной техники.— И.Д. Софронов

## Семья
Жена — Берёзкина Эльвира Ивановна
дочь — Ольга

### Переводы
- Рихтмайер Роберт Д. Принципы современной математической физики. Пер. с англ. В. Е. Кондрашова, В. Ф. Курякина, В. Г. Подвального; под ред. И. Д. Софронова.- М.: Мир, 1982.- 486, [2] с.

### Воспоминания о коллегах-учёных
- Софронов И. Д. Математик Н.А. Дмитриев. Гл. 4. Яркий талант // в сб. Николай Александрович Дмитриев: Воспоминания, очерки, статьи / Сост. Н. Н. Богуненко, Л. В. Дмитриева. — Саров: РФЯЦ-ВНИИЭФ, 2002. — 350 с. — ISBN 5-85165-640-9.

## Награды
- Орден «За заслуги перед Отечеством» IV степени (2005)[4]
- орден Почёта (2001)[5]
- Орден Ленина,
- Орден Октябрьской Революции,
- Орден «Знак Почёта»
- Лауреат Государственной премии СССР (1981) за создание первого в СССР гетерогенный комплекс ЭВМ на базе 9 ЭВМ БЭСМ-6, 14 ЭВМ «Эльбрус», 5 ЭВМ «Эльбрус-1А», включавшего более тысячи терминалов, связанных с центральным ядром (первая вычислительная сеть коллективного пользования).
- Лауреат Государственной премии РФ (1994).
- Заслуженный деятель науки Российской Федерации (1995)[6]
- Ветеран атомной энергетики и промышленности,
- Почётный гражданин города Саров (1996).